# Crotalus ericsmithi
Crotalus ericsmithi là một loài rắn trong họ Rắn lục. Loài này được Campbell & Flores-Villela mô tả khoa học đầu tiên năm 2008.